# Христо Ботев (булевард в Пловдив)
„Христо Ботев“ е известен булевард, основна част от транспортно-комуникационната система на Пловдив. Той очертава южната граница на район Централен и в същото време свързва най-натоварените пътни артерии на града. Кръстен е на великия български поет и революционер Христо Ботев.
Булевардът започва от кръстовището с бул. „Източен“ на изток и завършва при „Коматевския възел“, след което естественото му продължение е бул. „Коматевско шосе“, а чрез възела се свързва с бул. „Хаджи Димитър“ и с бул. „Копривщица“. Прави връзка и с бул. „Македония“ в район Южен чрез „Бетонния мост“. На булеварда се намират едни от най-важните обекти на град Пловдив като „Военна болница“, площад „Сточна гара“, „Централна гара“, Автогара „Юг“, Дентален факултет на МУ и др. В по-голямата си част бул. „Христо Ботев“ е успореден на ЖП-линията София-Пловдив-Бургас. Липсата на пешеходни подлези, с изключение на този на „Централна гара“, и множеството светофари го правят изключително натоварен в пиковите часове и често се образуват неприятни задръствания. В различните му части се движат автобусите от градския транспорт с номера 1,7,11,12,16,18,20,21,27,29,36, 44,99, 116 и 222.